# 加拿大人列表
加拿大人按职业分类，可以从以下各列表中查询。
- 加拿大总督列表
- 加拿大总理列表
- 加拿大演员列表（英语：List of Canadian actors and actresses）
- 加拿大艺术家列表（英语：List of Canadian artists）
- 加拿大画家列表（英语：List of Canadian painters）
- 加拿大维多利亚十字勋章获得者（英语：List of Canadian Victoria Cross recipients）

|  | 本条目是人物相关列表索引。 |